# Parviz Nikkhah
Parviz Nikkhah (persisch پرویز نیک‌خواه Parwiz Nikchah, * April 1939 in Teheran; † 13. März 1979 in Teheran) war einer der wichtigsten Führer der Konföderation Iranischer Studenten (Confederation of Iranian Students, CIS), der bedeutsamsten Gruppierungen der iranischen Opposition gegen Schah Mohammad Reza Pahlavi in Europa und den USA. Die CIS arbeitete in Deutschland eng mit dem Sozialistischen Deutschen Studentenbund (SDS) zusammen.

## Frühe Jahre
Parviz Nikkhah wurde im April 1939 in Teheran geboren. Seine ältere Schwester Parvin war aktives Mitglied der kommunistischen Tudeh-Partei. Sie war es auch, die ihren Bruder Parviz für die Jugendorganisation der Tudeh-Partei begeisterte. Dort erhielt er seine ersten Lektionen in Marxismus-Leninismus und lernte, wie man sich als Parteimitglied einer nach einem Attentat auf den Schah verbotenen Partei im Untergrund bewegt. Er ging bereits aufs Gymnasium, als seine Schwester Gholam-Ali Seyf heiratete. Gholam-Ali war ebenfalls ein Tudeh-Aktivist und hatte bereits einige Jahre im Gefängnis verbracht, was ihn im Hause Nikkhah zu einem Helden machte. Bald war das Elternhaus von Parviz Nikkhah zu einem Treff junger Tudeh-Aktivisten geworden.
Nach seinem Abitur kaufte sich Parviz ein Ticket für einen TBT-Bus, fuhr nach Großbritannien, und schrieb sich an der Universität Manchester ein. Mit der Eröffnung des Busverkehrs zwischen Iran und Europa, der die Reise nach Europa auch für wenig Begüterte bezahlbar machte, kam eine neue Studentengeneration nach Europa. Waren es bislang vor allem die Söhne reicher Familien, die per Flugzeug zum Studium nach Europa oder in die USA gesandt wurden, so kamen mit den Bussen nun eher Kinder aus der Mittelschicht, die sich, meist versorgt mit einem gut dotierten staatlichen Stipendium, an europäischen Universitäten einschrieben. Und während sich die Kinder reicher Familien im Ausland eher ein unpolitisches Studentenleben gönnten, beteiligten sich die Studenten der iranischen Mittelschicht an den politischen Diskussionen in den meist linken Studentengruppierungen ihrer Gastländer und gründeten bald eine eigene studentische Organisation, die Konföderation Iranischer Studenten.

## Die Konföderation Iranischer Studenten
Parviz Nikkhah studierte Physik und schloss sein Studium nach vier Jahren ab. In dieser Zeit war er zum unumstrittenen Anführer der iranischen Studenten im Ausland aufgestiegen. Er war 1961 der Star auf dem 2. Kongress der Konföderation Iranischer Studenten in London und ebenso auf dem 3. Kongress der Konföderation, der 1962 in Paris stattfand. Ideologisch hatte er sich inzwischen von der Parteiführung der Tudeh-Partei gelöst. Er wurde Mitglied der neu gegründeten „Revolutionären Organisation der Tudeh-Partei im Iran“, einer maoistischen Gruppierung, die den „revisionistischen Kurs“ der Sowjetunion ablehnte. Ziel der Gruppe war es, den „bewaffneten Kampf“ (Jang-e mosallahaneh) in den Iran zu tragen, und nach chinesischem Vorbild im Iran einen Bauernaufstand zu organisieren. Parviz Nikkhah erklärte sich 1964 als einer der ersten bereit, in den Iran zurückzukehren und die „Massen im revolutionären Kampf gegen das Schahregime“ anzuführen. Zuvor hatte Parviz Nikkhah eine Einladung in die Volksrepublik China angenommen, um sich ideologisch schulen und im Guerillakrieg ausbilden zu lassen.
Nach den Vorstellungen Nikkhahs und seiner Genossen war der Iran der 60er Jahre „reif für eine Revolution“. Wenn es möglich wäre, eine Allianz zwischen Arbeitern und Bauern zu schmieden, die von einer revolutionären Partei angeführt würde, könnte es gelingen, den Schah zu stürzen und eine maoistische „Volksrepublik Iran“ zu gründen, so die Überlegungen der Jungrevolutionäre. Zurück im Iran nahm Parviz Nikkhah eine Stelle als Physikdozent an der Amir Kabir Universität in Teheran an und begann parallel zu seiner Lehrtätigkeit seine Untergrundarbeit als Revolutionär. Er warb Studenten für seine „Revolutionäre Organisation der Tudeh-Partei“ an, sandte sie nach China zur weiteren Ausbildung und diskutierte mit Arbeitern und Bauern über den geplanten Volksaufstand. Nach einigen Monaten schrieb er für seine Genossen in Europa einen Bericht über die Grundlagen des revolutionären Kampfes im Iran. Die Wirklichkeit sah nämlich völlig anders aus, als es sich die Revolutionäre in ihren Plänen ausgemalt hatten. Die Bauern wollten vom „bewaffneten Kampf“ nichts wissen und auch die Arbeiter waren von den Aussichten einer maoistischen Volksrepublik wenig begeistert. Der Physiker Parviz Nikkhah sprach in seinem Bericht an seine Freunde von der Konföderation von einem Paradigmenwechsel, den es vorzunehmen gelte, was in etwa bedeutete, dass der „bewaffnete Kampf“ erst einmal abgesagt war.
Am 10. April 1965 kam es zu einem für Parviz Nikkhah folgenschweren Attentat auf Schah Mohammad Reza Pahlavi. Nikkhah wurde zusammen mit einigen anderen Mitgliedern seiner „Revolutionären Organisation“ verhaftet und vor Gericht gestellt. Es fehlte zwar der konkrete Beweis, dass die Gruppe um Parviz Nikkhah in das Attentat verwickelt war, aber es stellte sich heraus, dass der SAVAK die Gruppe um Parviz Nikkhah schon seit längerem überwacht hatte, und über ausreichend Dokumente verfügten, um ihn als Mitglied einer terroristischen Vereinigung anklagen zu können.
Bei dem Gerichtsverfahren machte Parviz Nikkhah keinen Hehl aus seiner Ablehnung der Monarchie, verneinte aber jede Beteiligung an dem Attentat. „Ich bin Marxist-Leninist, deswegen bin ich gegen den Schah. Terrorismus ist nicht Teil meiner Überzeugung.“
Die Konföderation Iranischer Studenten reagierte prompt auf die Verhaftung Parviz Nikkhahs. Sie aktivierte ihr Netzwerk berühmter Persönlichkeiten, die sich für die Freilassung Parviz Nikkhahs einsetzten. Jean-Paul Sartre, Günter Grass, Harold Pinter und Noam Chomsky schrieben Briefe an den Schah, und das zunächst gegen Nikkhah ergangene Todesurteil wurde nach einem persönlichen Gespräch zwischen Parviz Nikkhah und dem Schah auf 10 Jahre Gefängnis reduziert.
Der Gefängnisaufenthalt machte Parviz Nikkhah vollends zum Idol der Konföderation Iranischer Studenten. In vielen Zimmern iranischer Studenten hing sein Bild neben den Postern anderer berühmter Revolutionäre. Die Konföderation begann von nun an mit ihren Protestkundgebungen verstärkt „auf die undemokratische Herrschaft des Schahs“ aufmerksam zu machen und die „Freilassung aller politischer Gefangener“ zu fordern. In Deutschland entwickelte sich eine enge Zusammenarbeit zwischen der Konföderation Iranischer Studenten und dem Sozialistischen Deutschen Studentenbund (SDS), der eine „Überprüfung der Politik der Bundesrepublik gegenüber dem Iran“ forderte. Diese Forderung aufgreifend protestierten Studenten in mehreren Städten gegen den Schahbesuch in Deutschland im Sommer 1967. Bei der Demonstration am 2. Juni 1967 in Berlin kam es dann zu den tödlichen Schüssen auf den Studenten Benno Ohnesorg durch den Polizisten und Stasi-Agenten Karl-Heinz Kurras. Nach der Version der Polizei handelte der Beamte aus Notwehr. Für den SDS lag der Fall anders: „Die blutigen Ereignisse am 2. Juni machen deutlich, was uns mit den vorgesehenen Notstandsgesetzen droht.“ In einer Presseerklärung warnte der SDS-Bundesvorstand am 6. Juni 1967 vor der akuten Gefahr eines erneuten „präfaschistischen Systems“ in der Bundesrepublik. Unversehens waren die Proteste gegen den Schah im Iran und die Protestbewegung gegen die deutschen Notstandsgesetze zu einem Protest gegen Diktatur und drohenden Faschismus mutiert.
Die Konföderation Iranischer Studenten war spätestens nach dem Tod Benno Ohnesorgs zum Zentrum der linken Oppositionsbewegung der 60.000 iranischen Studenten im Ausland geworden. Gruppierungen der Konföderation hatten sich an den Universitäten in Berkeley, Cambridge, München, Bonn, Berlin, London und Paris gebildet. Dass sich Parviz Nikkhah während seines Gefängnisaufenthalts längst von seinen alten ideologischen Vorstellungen gelöst hatte, blieb seinen Freunden von der Konföderation zunächst verborgen.

## Vom Revolutionär zum Schahanhänger
Während in Deutschland die Studenten gegen den Schah demonstrierten, bekam Parviz Nikkhah in seinem Gefängnis Besuche von seiner Schwester, seinem Schwager und seinem Bruder, die sich inzwischen alle vollständig von der kommunistischen Tudeh-Partei gelöst hatten und zu Anhängern der Politik des Schahs geworden waren. Sie brachten ihm Bücher und Zeitschriften zur aktuellen politischen Lage im Iran und begannen in langen Gesprächen Parviz zu überzeugen, dass es wichtiger sei, zusammen mit dem Schah gegen die Ausbeutung Irans durch die internationalen Ölkonzerne zu kämpfen, als sich für den Sturz des Schahs einzusetzen. Sie hatten ihm erklärt, dass der Schah sich mit seiner Reformpolitik gegen die Großgrundbesitzer und gegen den konservativen Klerus gestellt hatte und dass man vor allem die ideologischen Vorstellungen, die für andere Länder entwickelt worden waren, nicht einfach auf den Iran übertragen könnte. Parviz Nikkhah hatte vor seinem Gefängnisaufenthalt den Schah gesprochen. Er hatte keinen „blutigen Diktator“ erlebt, sondern einen Mann, der sich Zeit für ein persönliches Gespräch mit ihm genommen hatte.
Nach vielen Diskussionen mit seiner Familie kam Parviz Nikkhah zu dem Schluss, dass er sich ein zweites Mal direkt an den Schah wenden sollte, um ihn über seine neuen politischen Vorstellungen zu informieren. Er schrieb einen Brief, in dem er sich für seine in der Vergangenheit gemachten Fehler entschuldigte und seinen früheren ideologischen Standpunkt als „abwegig“ bezeichnete. Er bot an, seine neuen politischen Ansichten auch öffentlich zu machen. Nikkhah schrieb einen Artikel über die positiven Auswirkungen der im Rahmen der Weißen Revolution durchgeführten Landreform, der unzensiert in der Tageszeitung Kayhan abgedruckt wurde.
In einem 1968 im Fernsehen ausgestrahlten Interview erklärte er seinen persönlichen Werdegang, und warum er seine von ihm in der Vergangenheit vertretenen Ansichten heute für falsch hielt. Er lobte die Politik des Schahs und warb für eine „vereinte Front“ gegen die „Feinde des Fortschritts“ (gemeint war der konservative Klerus). Er lieferte eine Kritik seines bisherigen ideologischen Standpunktes und forderte die Studenten der Konföderation auf, statt gegen den Schah zu kämpfen, ihre Energie für den Aufbau und die Entwicklung Irans einzusetzen.
Nach dem Fernsehinterview wurde Parviz Nikkhah aus dem Gefängnis entlassen. Er begann zunächst für das Informationsministerium und später für das Nationale Fernsehen (NIRT) zu arbeiten. Seine ehemaligen Kampfgefährten beschimpften ihn als Verräter. Man glaubte zunächst, dass Parviz Nikkhah einer Gehirnwäsche unterzogen worden sei oder durch Folter vom SAVAK zu den politischen Zugeständnissen gezwungen worden sei. Alle Verdächtigungen erwiesen sich als haltlos.
Für seine Karriere im NIRT stellte seine Vergangenheit kein Problem dar. Parviz Nikkhah stieg bis zum Leiter der Nachrichtenredaktion auf. Als im Iran ein Ableger der Harvard Business School eröffnet wurde, schrieb sich Parviz Nikkhah ein und schloss mit einem Mastertitel ab. Ganz offensichtlich gehörten für ihn die alten Parolen des Klassenkampfes der Vergangenheit an. Er heiratete Parand, eine Freundin seiner Schwester, und begann ein bürgerliches Leben mit einem sechzehnstündigen Arbeitstag zu führen. Aus der Ehe mit Parand gingen zwei Kinder hervor.

## Die Islamische Revolution
Als 1978 die Demonstrationen gegen den Schah im Iran zunahmen, machten sich die Familie von Parviz Nikhah und seine Freunde Sorgen um seine Sicherheit. Er lehnte es ab, den Iran zu verlassen, da er sich nichts vorzuwerfen hatte. In den Tagen der Islamischen Revolution saß er wie immer in seinem Büro im Gebäude des staatlichen Fernsehens. Eine Gruppe bewaffneter Angestellter des Senders, die die Revolution aktiv unterstützte, nahm ihn fest. Wenige Tage später kam er allerdings wieder frei, da sich keine Anklagepunkte finden ließen. Es sollte nur einige Tage dauern, bis er ein zweites Mal verhaftet wurde. Dieses Mal kam eine Gruppe von neun Bewaffneten zu seinem Haus, um ihn zu verhaften. Unter den Bewaffneten fand sich ein ehemaliger Genosse der Tudeh-Partei, der jetzt die Islamisten unterstützte.
Parviz Nikkhah wurde angeklagt, den am 7. Januar 1978 in der Zeitung Ettelā'āt erschienenen, gegen Chomeini gerichteten Artikel mit dem Titel „Iran und der Schwarze und Rote Kolonialismus“ verfasst zu haben. Wie schon in seinem ersten Gerichtsverfahren war er wegen einer Tat angeklagt worden, die er nicht begangen hatte. Nikkhah verteidigte sich selbst, legte dar, dass er den Artikel nicht verfasst haben konnte, und versuchte Richter Sadegh Chalchali davon zu überzeugen, dass er das Regime des Schahs in der Aufbauphase Irans für die beste Regierungsform gehalten hätte und deswegen auch mit dem Schah zusammengearbeitet hätte.
Wie nach seinem ersten Gerichtsverfahren wurde Parviz Nikkhah zum Tode verurteilt. Doch dieses Mal gab es keine Audienz und kein Gespräch mit einer höheren Instanz, es gab keine Umwandlung seines Todesurteils in eine Freiheitsstrafe oder gar eine Begnadigung. Am 13. März 1979, nur etwas mehr als einen Monat nach der Rückkehr Chomeinis in den Iran, wurde Parviz Nikkhah hingerichtet.

Die Studenten der Konföderation, die zur Unterstützung der Islamischen Revolution in den Iran geeilt waren, kehrten bald enttäuscht über die Richtung, die die Revolution genommen hatte, wieder an ihre Universitäten im Ausland zurück und setzten ihr Studium fort. Der Schah, den sie so lange bekämpft hatten, war tot. Die Monarchie war von einer Islamischen Republik abgelöst worden. Die Konföderation löste sich auf, denn ihr Feindbild, der Schah, war nicht mehr am Leben. Mehdi Khanbaba Tehrani, einer der Gründer der Konföderation, erklärte jüngst: 

„Ich denke, die Studentenbewegung hatte sich allmählich vollkommen von der iranischen Gesellschaft und ihren wahren Problemen entfernt. Die Bewegung propagierte ein Bild des armen iranischen Bauern, der sich nur von ein paar Datteln ernährte, wie es vielleicht zu Zeiten Ahmad Schahs oder Reza Schahs der Fall war. In unseren Vorstellungen waren Reformen und Revolution nicht mit einander vereinbar. Wir glaubten beispielsweise, dass der Schah den Frauen im Iran ihre Freiheitsrechte nur zugestanden hätte, um sie zu bürgerlichen Puppen zu machen. Wir dachten, wie können Frauen frei sein, wenn das iranische Volk als Ganzes nicht frei war? Solche Überlegungen führten uns in eine Allianz mit Chomeini, ohne daran zu denken, dass die Freiheitsrechte, die der Schah für die Frauen durchgesetzt hatte, zwar nicht ausreichend aber immerhin eine Verbesserung waren. … Die Konföderation war eine Organisation, die auf einer absoluten Ablehnung (des bestehenden Systems) aufgebaut war … Die Mitglieder der Konföderation gehörten nicht einer in der Gesellschaft verwurzelten Oppositionsbewegung mit theoretisch begründeten revolutionären Ideen an. Sie waren Idealisten, die gegen soziale Ungleichheit opponierten und deren Feindbild die Person des Schahs war … Sie hatten letztlich kein tiefergehendes Wissen über den Iran, und es bestand eine gewisse Furcht, die Frage der Reformen des Schahs ernsthaft zu diskutieren. Es hätte ja sein können, dass uns das Feindbild abhanden gekommen wäre.“